# Slămnești (okręg Gorj)
Slămnești – wieś w Rumunii, w okręgu Gorj, w gminie Crușeț. W 2011 roku liczyła 196 mieszkańców.